# Järlåsa
Järlåsa – miejscowość (tätort) w Szwecji, w regionie administracyjnym (län) Uppsala, w gminie Uppsala.
Według danych Szwedzkiego Urzędu Statystycznego liczba ludności wyniosła: 515 (31 grudnia 2015), 539 (31 grudnia 2018) i 554 (31 grudnia 2019).